# Panama Hotel (San Diego)
El Panama Hotel  es un hotel histórico ubicado en San Diego, California. El Panama Hotel se encuentra inscrito  en el Registro Nacional de Lugares Históricos desde el 22 de marzo de 1984. David H. fue el arquitecto quién diseñó el Panama Hotel.

## Ubicación
El Panama Hotel se encuentra dentro del condado de San Diego en las coordenadas 32°42′48″N 117°09′47″O / 32.713333, -117.163056.